# 2302 Флоря
2302 Флорія (2302 Florya) — астероїд головного поясу, відкритий 2 жовтня 1972 року.
Тіссеранів параметр щодо Юпітера — 3,334.